# Aeronáutica Agrícola Mexicana SA
A Aeronáutica Agrícola Mexicana SA foi uma empresa fabricante de aeronaves mexicana de 1971 a 1984.
A AAMSA foi uma joint venture entre a Rockwell International (30%) com a Industrias Unidas SA (70%), para produção de aeronaves agrícolas. E o seu principal produto era o AAMSA A9B-M Quail desenvolvido sobre o modelo IMCO CallAir A-9 da Intermountain Manufacturing Company, somente 40 foram produzidos até 1984.